# Staro selo
Staro selo je naselje v Občini Kobarid.
Gručasto naselje v Staroselskem podolju leži na terasi nad zamočvirjenim dnom doline, ob vznožju Starijskega vrha (1147 m) in vzhodnega obronka Stola (1673 m). Tu se od ceste Kobarid-Čedad ocepi cesta v Breginjski kot. Južno od vasi izvirata potoka Idrija in Kozlovnica, izpod Starijskega vrha pa priteče potok Potok. Vas ni bila zmeraj na istem mestu, pred mnogimi leti je bila v Laščah nato pod Matajurjem in danes je na terasi nad zamočvirjenjim dnom doline. Leta 1511 je bil na našem območju potres, ampak, Staro selo takrat ni bilo na tem mestu in je bilo pod Matajurjem, ob potresu je odlomilo del hriba in tako je pod sabo pokopalo vas. V bližini in daljni okolici je več manjših kraških jam. Dele blata po deževju pogosto poplavi Idrija, zato so začeli območja leta 1964 izsuševati tako, da so regulirali vjugali tok reke od izvira do Sužida. Vas ima 60 hišnih številk in približni 150 prebivalcev, spada pod občino Kobarid. V vasi poznana restavracija Franko, ki nudi tudi prenočišče, igralnica Aurora in apartma Žonir. Tu je tudi podružnična cerkev svetega Lenarta.
Obstaja pa še pripovedka o starem selu:
VAS V MOLIDI
Pri starem je bilo v kraju, ki mu pravimo »V skalah«, vas. Vaščani so bili zelo bogati, skopi in neusmiljeni. Nekega dne je prišla v vas stara beračica in ker se je bližal večer, je prosila za prenočišče in malo hrane. Šla je od hiše do hiše, toda nihče se je ni usmilil. Vsak jo je odgnal od hiše. Žena je utrujena in lačna odšla iz vasi in zaprosila božjo kazen za vas. Drugo jutro vasi ni bilo več. Iz Matajurja se je odluščilo skalovje in popolnoma uničilo vas. Nihče ni preživel. Temu kraju domačini pravimo »Gladko čelo«. Zelo vidni sta veliki skali, ki ji pravimo »Velika peč« in »Mala peč«. V ta kraj je bilo otrokom prepovedano hoditi, ker so bili tam modrasi. V skalah danes rastejo lepe solzice.
Po tradiciji vas ni bila vedno na sedanjem mestu, prvotno naj bi stala na pobočju v Laščah.
Arheologi so odkrili prazgodovinsko grobišče in gradišče na Gomilah (bakrena doba od 2800 – 1750 pr. n. št.) in ostanke rimske ceste ter sledove stavb in rimske novce v Laščah (30 pr. n. št. – 600 n. št.). 
V srednjem veku so bili lastniki v vasi goriški grofje, v 13. stoletju so posesti pridobili člani furlanske rodbine Cucagna. Adalbert Cucagna je z dovoljenjem goriškega grofa prodal l. 1312 posesti v vasi Martinu Venusti, posesti v vasi je pridobil tudi samostan v Rožacu. Leta 1624 so bili lastniki posestev tolminsko gospostvo, plemiška družina Zucco (kobariška veja rodbine Cucagna, domača cerkev sv. Lenarta, cerkev v Kobaridu in plemič Gaspar Formentini. Ko so konec 14. stoletja Čedajci popravljali cesto Čedad – Predel – Beljak, so v vasi kovaški mojstri popravljali delovno orodje. Med dvema hišama v vasi je stal obok z letnico 1555, podrli so ga po zadnji vojni, ko so popravljali hišo. Leta 1675 je vas popolnoma pogorela. 
Za vaško cerkev sv. Lenarta je značilno zgražanje čedajskih arhidiakonov- vizitatorjev, ki so se v 17. stoletju pritoževali čez železno verigo, s katero je bila obdana cerkev v Starem selu. Za verigo so vizitatorji trdili, da je poganskega ali praznoverskega izvora, zato so jo skušali večkrat odstraniti, tudi z grožnjo interdikta, vendar jim to ni uspelo. Verige so bile značilne tudi za druge cerkve sv. Lenarta. Verige naj bi bile skovane iz verig, ki so jih rešeni jetniki prinašali v dar svetniku.
Še je živo ustno izročilo, da je v Miji polno strupa (kač), v Matajurju pa polno zlata. Na njegovem pobočju v Selem prelazu so nekdaj kopali premog. V bližnjem pobočju Matajurja nad 100 m dolga jama v Molidniku in jama v Gladkem čelu. 
V vasi je delovalo društvo »Svoboda« s pevskim zborom, gledališko skupino in bogato opremljeno knjižnico (čez 300 knjig). Prostore prosvetnega društva so junija 1922 opustošili fašisti med divjanjem po Kobariškem. Vdrli so v župnišče, pretepli župnika Rejca, vse premetali in razbili, ukradli 22.000 lir denarja in nato vdrli še v dvorano društva Svoboda, kjer so razbili šipe, razmetali knjige, zažgali harmonij in zaplenili zastave in slike.